# Micro-appartamento

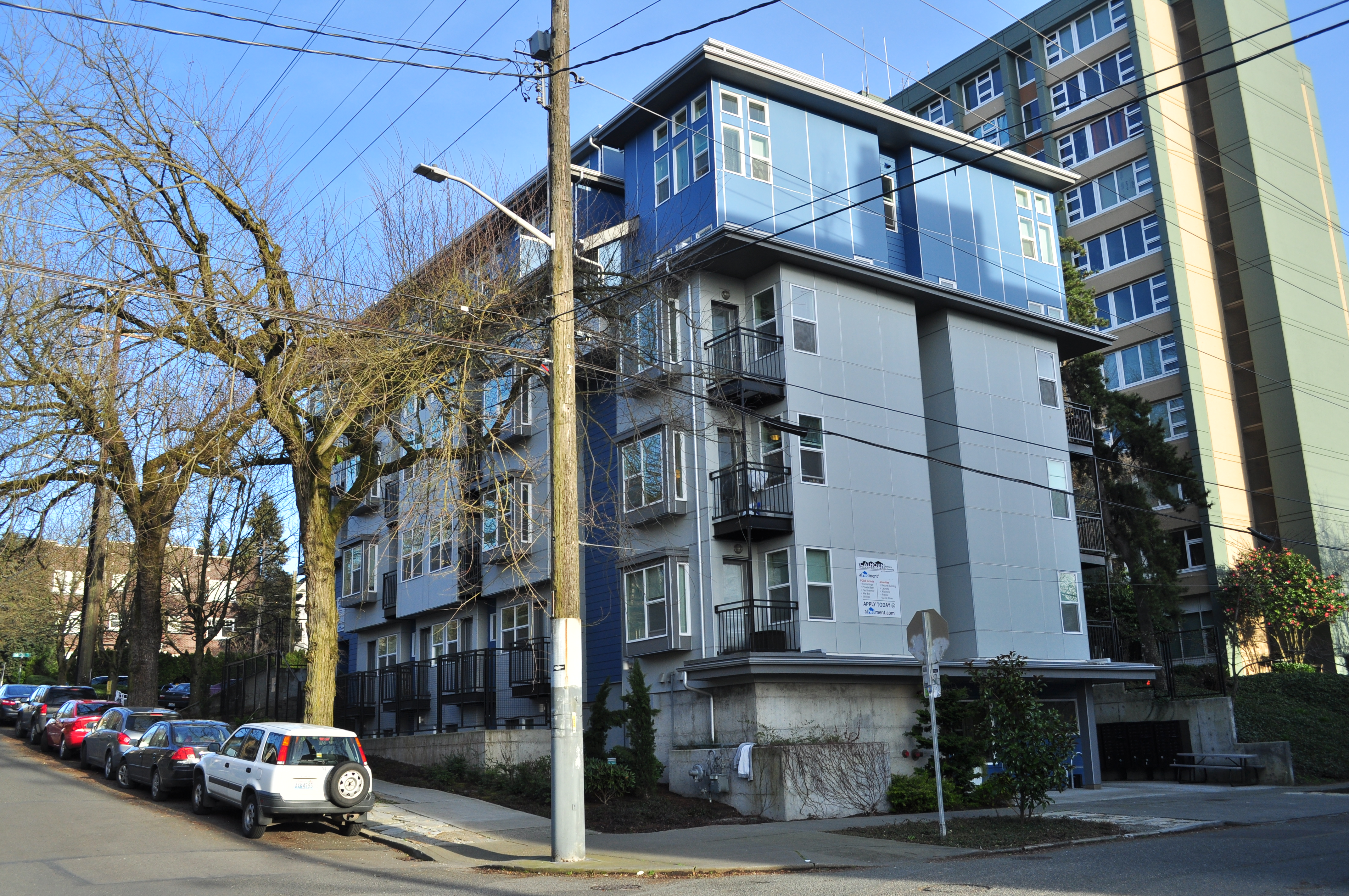
Edificio di micro-appartamenti "Apodment", Capitol Hill, Seattle.

Tipologia di micro-appartamenti in base alla struttura degli ambienti

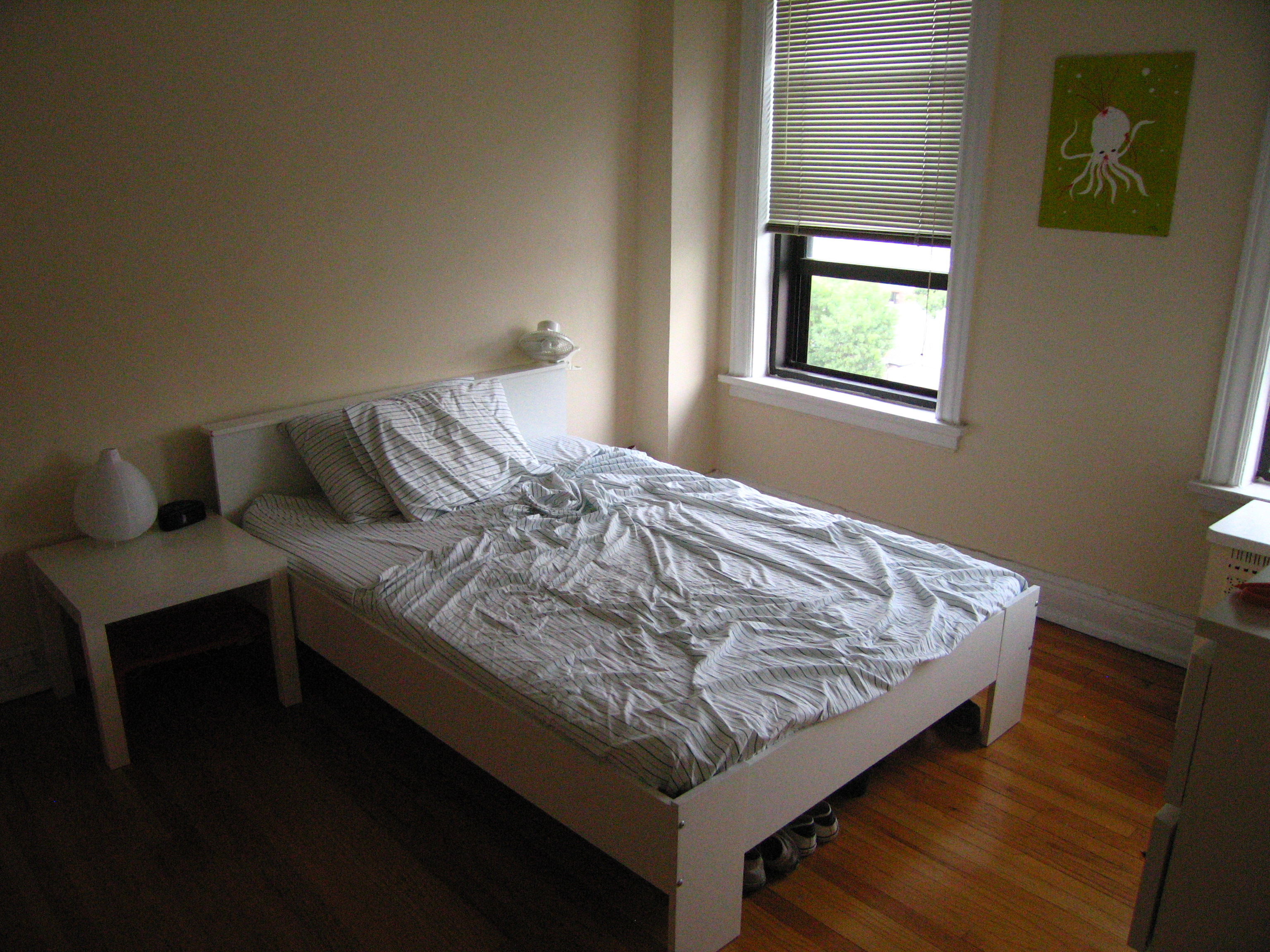
Le camere da letto nei micro-appartamenti devono essere piccole e possono anche fungere da soggiorno.

Un micro-appartamento (detto anche micro living) è uno spazio abitativo autonomo, di una stanza, solitamente costruito e progettato per ospitare uno spazio soggiorno, uno spazio notte, un bagno e un angolo cottura con una superficie di 14-32 metri quadrati (150-350 piedi quadrati).
I micro-appartamenti stanno diventando popolari nei centri urbani in Europa, Giappone, Hong Kong e Nord America, massimizzando i profitti per gli sviluppatori immobiliari e i proprietari e fornendo alloggi a prezzi relativamente bassi.
A differenza di un tradizionale monolocale, i residenti possono anche avere accesso a una cucina comune, bagno/doccia comune, patio e giardino pensile. I micro-appartamenti sono spesso progettati per futon, o con letti a scomparsa, scrivanie e tavoli pieghevoli, ed elettrodomestici extra-piccoli o nascosti. I micro-appartamenti differiscono anche dai bedsits, la tradizionale camera-soggiorno britannica, in quanto sono indipendenti, con il proprio bagno, toilette e angolo cottura.

## Regioni

### America Latina
In America Latina sono presenti micro-appartamenti soprattutto in grandi città come San Paolo, Buenos Aires e Bogotà. Essi sono aumentati da 461 unità nel 2016 a 16.261 nel 2022, rappresentando il 21% del totale delle unità residenziali a San Paolo.

### Canada
Le unità inferiori a 500 piedi quadrati (circa 60 metri quadrati) sono chiamate micro-unità, mentre quelle inferiori a 200 piedi quadrati sono chiamate nanounità. La costruzione di tali unità si è espanso a partire dal 2015 circa a Toronto, mentre gli statuti di Vancouver hanno limitato il minimo per le unità condominiali a 398 piedi quadrati (circa 121 metri quadrati) e le unità in affitto a 320 piedi quadrati (circa 97,5 metri quadrati).
Le micro-unità sono solitamente abitate da investitori che sono piccoli imprenditori che possiedono una o più unità in città come Toronto. I micro-appartamenti sono commercializzati più verso studenti internazionali, nuovi arrivati, lavoratori entry-level (che hanno appena iniziato a lavorare), genitori i quali figli non vivono più in casa e coloro che non vogliono più coinquilini. Per gli sviluppatori immobiliari è più facile fare soldi con le micro-unità con rendimenti più elevati, poiché una parte maggiore del pubblico in generale è in grado di permettersi un posto più piccolo e offre altre opzioni agli acquirenti oltre alle unità con 1 o 2 camere da letto. Altri motivi che gli sviluppatori immobiliari hanno citato per costruire micro-unità includono la mancanza di accessibilità economica degli alloggi e l'aumento del prezzo del terreno e del costo di costruzione. I micro-appartamenti spesso richiedono un affitto più alto per metro quadrato rispetto alle dimensioni delle unità più grandi. I micro-appartamenti sono spesso giustificati dall'idea che i servizi della città o del condominio offrono qualsiasi altra cosa sia necessaria agli inquilini che il micro-appartamento non può contenere per ragioni di spazio. Questo non include coloro che lavorano da casa o hanno altre esigenze di stile di vita a casa. Come risultato della mancanza di alloggi "misti" (ossia che si trovano in una struttura che unisce l'aspetto commerciale, residenziale e a volte di intrattenimento) e dell'intensificazione (ossia l'espansione e la ristrutturazione di aree urbane, edifici o terreni abbandonati esistenti), ora meno famiglie rimangono in città. I micro-appartamenti sono più spesso considerati come inventario invenduto in periodi di crisi del mercato immobiliare.
A Toronto, alcuni micro-appartamenti non hanno elettrodomestici come un forno autonomo, ma si affidano invece a microonde a convezione. Altre differenze con i comuni appartamenti includono piani cottura con solo due fuochi e lavelli più piccoli. Un calo dell'abitudine di cuocere i cibi causato dall'aumento delle app di consegna di cibo ha in parte incrementato il fatto che l'acquisto di nuovi elettrodomestici è stato ridotto o rimosso da parte delle persone. Alcuni accorgimenti per massimizzare lo spazio includono letti a scomparsa di tipo Murphy, lavanderia impilata in verticale, scrivanie senza gambe montate sul muro ("sospese"), ripiani estraibili. Questi oggetti consentono allo sviluppatore immobiliare di risparmiare molto sui costi di costruzione. Tali unità sono anche mirate a opzioni di affitto a breve termine come per gli utenti di Airbnb.

### Francia
In Francia più di 23.000 persone vivevano in una stanza più piccola di 9 metri quadrati nel 2016, molte delle quali nella capitale nonostante fosse illegale.

### Germania
Nel 2020 erano stati realizzati in Germania oltre 25.000 micro-appartamenti. Gli investimenti da parte del governo federale tra 2019 e 2020 sono stati di oltre 120 milioni di euro. Berlino, Francoforte e Amburgo erano le città nelle quali il mercato si è rapidamente sviluppato in quel periodo.

### Giappone
La richiesta di micro-appartamenti negli anni 2020 è aumentata a Tokyo, la quale ha costruito, fra gli altri, appartamenti di 8,8 metri quadrati.

### Hong Kong
Gary Chang, un architetto di Hong Kong, ha progettato un micro-appartamento di 32 metri quadrati (344 piedi quadrati) con pareti scorrevoli attaccate a binari sul soffitto. Spostando le pareti e utilizzando mobili pieghevoli e piani di lavoro integrati, Chang può convertire lo spazio di tale micro-appartamento in 24 stanze diverse, tra cui una cucina, una biblioteca, una lavanderia, una sala da pranzo, un bar e una sala videogiochi.
A Hong Kong, gli sviluppatori immobiliari stanno abbracciando la tendenza del micro-living, affittando micro-appartamenti a prezzi molto alti. Nel 2015 The Wall Street Journal ha confrontato un appartamento di 180 piedi quadrati (circa 54 metri quadrati) presente in High Place, Sai Ying Pun, con le dimensioni di un parcheggio statunitense di 160 piedi quadrati (circa 48 metri quadrati) in un video, evidenziando gli altissimi prezzi immobiliari a Hong Kong (uno degli appartamenti in High Place è stato venduto per più di 500.000 dollari statunitensi a giugno 2015).

### India
Il mercato dei micro-appartamenti è cresciuto nel 2024 in termini di richieste ad esempio nelle zone di Bengaluru, Gurugram, Noida, Goa e Mumbai.

### Italia
A Roma, dove il prezzo medio degli immobili nel 2010 era di 7.800 dollari (circa 7.500 euro) al metro quadrato, sono stati pubblicizzati micro-appartamenti di appena 4 metri quadrati.
A Bologna nel 2024 sono stati chiesti 600 euro al mese per un micro-appartamento di 6 metri quadrati.
A Milano nel 2023 è iniziata la costruzione di 260 appartamenti dai 28 ai 33 metri quadrati.

### Paesi Bassi
Ad Amsterdam i micro-appartamenti sono spesso utilizzati dagli studenti.
Nel 2022 nei Paesi Bassi sono state vendute 5100 micro-case, mentre nel 2000 le transazioni erano state solo 3.600.

### Polonia
Le autorità municipali di Varsavia hanno rifiutato di rilasciare la certificazione per 157 micro-appartamenti (per questioni legali) in un nuovo complesso edilizio soprannominato dalla gente del posto "Hong Kong" per i suoi isolati molto compatti.

### Regno Unito
Nel Regno Unito, gli sviluppatori immobiliari stanno utilizzando i diritti edificatori consentiti da ufficio a residenza, una politica introdotta nel 2013, per trasformare i vecchi edifici per uffici in sviluppi di micro-appartamenti. Lo standard spaziale descritto a livello nazionale stabilisce che le nuove case nel Regno Unito non possono essere più piccole di 37 metri quadrati; tuttavia, questo non si applica alle conversioni. Lo sviluppatore immobiliare con sede a Londra Inspired Homes ha sfruttato i diritti edificatori consentiti da ufficio a residenza per realizzare oltre 400 micro-appartamenti. Una micro-proprietà nel Regno Unito non ha una definizione rigorosa, ma in genere si riferisce a proprietà con una superficie inferiore a 37 metri quadrati. La rivista Which? ha riferito che nel 2016 sono state costruite quasi 8.000 nuove micro-case, il numero più alto mai registrato.
A partire dal 2017, il più grande edificio di micro-appartamenti al mondo è The Collective Old Oak, che ha aperto a Londra il 1º maggio 2016. Progettato da PLP Architecture, l'edificio ha 546 camere con la maggior parte delle unità raggruppate in "twodios", consistenti in due camere da letto con bagno interno che condividono un piccolo angolo cottura. Ci sono anche alcune suite private. Le dimensioni delle unità variano da 9,2 metri quadrati (99 piedi quadrati) per una camera con bagno interno con un angolo cottura condiviso di 5,8 metri quadrati (62 piedi quadrati), a 12 metri quadrati (130 piedi quadrati) per un bagno interno condiviso e 16,5 metri quadrati (178 piedi quadrati) di bagno interno condiviso con angolo cottura. Ogni piano dispone di una cucina più grande con un tavolo da pranzo, che è condivisa tra 30 e 70 residenti, e spazi abitativi comuni a tema come una sala giochi, un cinema, una "disco-lavanderia", un giardino nascosto e le terme. Ai piani inferiori dell'edificio si trovano un ristorante, una palestra e spazi di coworking.

### Repubblica Ceca
La domanda di alloggi piccoli e a basso consumo energetico nel 2023 era in aumento in Repubblica Ceca. Questo cambiamento ha portato i costruttori, soprattutto nelle grandi città, a introdurre micro-appartamenti, alcuni dei quali di 10 metri quadrati.

### Russia
Nell'Unione Sovietica era comune abitare in micro-appartamenti che misuravano dai 12 ai 25 metri quadrati. Negli anni 2020 la richiesta di una parte della popolazione dei micro-appartamenti è tornata.

### Stati Uniti
Negli Stati Uniti, la maggior parte delle città ha codici di zonizzazione che stabiliscono la dimensione minima per un'unità abitativa (spesso di 400 piedi quadrati, ossia circa 121 metri quadrati) così come il numero di persone non imparentate che possono vivere insieme in un'unità. I piccoli appartamenti sono iniziati come una tendenza delle città costiere, ma si stanno diffondendo negli Stati Uniti del Midwest.

#### Città di New York
I micro-appartamenti sono presenti a New York City almeno dal XIX secolo. La dimensione media di un'unità abitativa di New York City a quei tempi era di circa 284 piedi quadrati e quattro o più persone si stipavano in quello spazio minuscolo. Nel giugno 2016, New York City ha ottenuto il suo primo edificio di micro-appartamenti, Carmel Place, con 55 unità di 250 piedi quadrati (23 metri quadrati) e soffitti da nove a dieci piedi (da 2,7 a 3,0 metri). Il comune di Williamsburg a Brooklyn affitta stanze singole in cui gli inquilini condividono una cucina per 2.050 dollari al mese; The Guardian afferma che "[l]'alloggio con occupazione di una stanza singola non è ovviamente un concetto nuovo, tuttavia, il genio del tardo capitalismo è che lo ha reso desiderabile" per gli affittuari ad alto reddito".

#### California
Nel 2017, la California ha approvato una legge che incoraggia la costruzione di "unità di efficienza" di almeno 150 piedi quadrati (circa 45 metri quadrati), impedendo alle località di limitarne il numero vicino alle università pubbliche e ai trasporti pubblici. A San Francisco, Starcity nel 2018 ha convertito parcheggi inutilizzati, spazi commerciali e uffici in unità residenziali con una sola stanza, dove gli inquilini (i professionisti della tecnologia sono gli affittuari tipici) ottengono una camera da letto arredata e accesso al wi-fi, servizi di pulizia e cucine e salotti comuni per cifre da 1.400 a 2.400 al mese, un approccio che è stato definito "vita in dormitorio per adulti".
Nel 2018, gli affitti di monolocali di nuova costruzione a San Francisco nel complesso residenziale Starcity, destinati ad inquilini ad alto reddito, sono stati definiti single-room occupancy (SRO) "con un altro nome".

#### Boston
Il primo edificio di micro-appartamenti di Boston è stato inaugurato nell'agosto 2016, in Commonwealth Avenue a Packard's Corner. Essendo il più grande edificio di micro-appartamenti degli Stati Uniti, l'edificio è attualmente affittato dalla Boston University per ospitare 341 studenti durante la ristrutturazione di un'altra residenza universitaria. L'edificio contiene 180 unità, ciascuna dotata di bagno con doccia in piedi; una cucina con tutti gli elettrodomestici in acciaio inossidabile che includono un forno, un microonde, una lavastoviglie e un frigorifero. Ogni unità include anche una lavatrice-asciugatrice in verticale. Altri comfort includono un garage opzionale e una sala bici interna nel seminterrato, uno spazio commerciale, uno spazio lounge, un attico sul tetto, una terrazza con vista sui vicini di Allston e una sala intrattenimento.

#### Seattle
In alcune città si è verificata una reazione negativa al crescente numero di micro-appartamenti. A Seattle, alcuni residenti si sono lamentati del fatto che i micro-appartamentii ad alta densità cambiano il carattere dei quartieri, aumentando improvvisamente la domanda di parcheggi e altri servizi. Dal 2009 al 2014, Seattle ha avuto un forte aumento nella costruzione e nella creazione di nuove unità abitative chiamate single-room occupancy (SRO) progettate per essere affittate a prezzi di mercato, con un affitto mensile medio di 660 dollari; nel 2013, ad esempio, sono state costruite 1.800 unità SRO e unità di micro-appartamenti. Nel 2018, i media hanno descritto la crescente popolarità dei micro-appartamenti come una nuova tendenza; tuttavia, un articolo su Seattle nel Market Urbanism Report afferma che si tratta di una "rievocazione del modo in cui le città degli Stati Uniti hanno funzionato a lungo", poiché gli individui che cercano di "vivere da soli e posizioni centralizzate" sono disposti ad accettare appartamenti più piccoli anche se i prezzi al piede quadrato possono essere più alti rispetto ad alcune unità più grandi. Il rapporto afferma che i micro-appartamenti del 2018 erano noti come SRO all'inizio del XX secolo e ospitavano "sia ricchi che poveri" (anche se i ricchi vivevano in hotel di lusso e i poveri vivevano in "bungalow per braccianti"). I gruppi di quartiere di Seattle hanno criticato le nuove unità di micro-appartamenti SRO, sostenendo che "danneggiavano il carattere della comunità e fornivano... condizioni di vita disumane"; la città ha approvato regolamenti che hanno messo fuori legge la costruzione di micro-appartamenti/SRO.

### Sudafrica
I micro-appartamenti a partire da 20 metri quadrati stavano avendo una crescita appena prima della pandemia di COVID-19, durante il quale molte persone lasciarono le città per lavorare in smart working o cercavano spazi abitativi più grandi. Nel periodo successivo alla pandemia tuttavia in zone come Città del Capo la domanda per i micro-appartamenti ha ricominciato ad aumentare.

## Benefici
I micro-appartamenti in genere richiedono meno risorse edili, ambientali ed energetiche per essere costruiti e poi utilizzati, meno tempo per essere puliti e manutenuti e sono accessibili a prezzi contenuti. Riducono inoltre gli scarti di costruzione, si scaldano o raffreddano in tempi brevi, richiedono meno spesa in termini di bollette, riducono la dispersione urbana e di conseguenza il fabbisogno di automobili.
Vivere in modo compatto potrebbe inoltre aiutare a salvare spazi naturali dall'espansione urbana.
Scegliendo un micro-appartamento si può vivere più vicino al centro di una città o in un quartiere fornito di servizi commerciali e di intrattenimento in cui altrimenti si potrebbe non riuscire a trovare un alloggio a un prezzo vantaggioso.
Alcuni condomini di micro-appartamenti sono dotati di elementi di convivenza comunitaria che aumentano la socialità, come cucine comuni, spazi di ritrovo e ambienti di lavoro.

## Critica
La qualità della vita nei micro-appartamenti è stata messa in discussione dalla mancanza di spazio.
Susan Saegert, professoressa di psicologia ambientale al CUNY Graduate Center, ha affermato che "Ho studiato molto i bambini in appartamenti affollati e in case popolari", ha detto Saegert, "e possono finire per isolarsi e avere difficoltà a studiare e concentrarsi". Le piccole dimensioni di un micro-appartamento possono essere un problema per alcuni inquilini, poiché la sua natura confinata può consentire la persistenza di odori forti.
Samuel D. Gosling afferma che "un appartamento deve soddisfare anche altri bisogni psicologici, come l'auto-espressione e il relax, che potrebbero non essere facilmente soddisfatti in uno spazio molto angusto". Nei micro-appartamenti occupati da più persone la privacy può essere un problema.
La presenza di molti appartamenti in un solo stabile condensa le emissioni di gas serra in un'area più piccola e gli studi affermano che questo può avere un impatto maggiore sulla salute umana nelle città ad alta densità di popolazione.

## Single-room occupancy

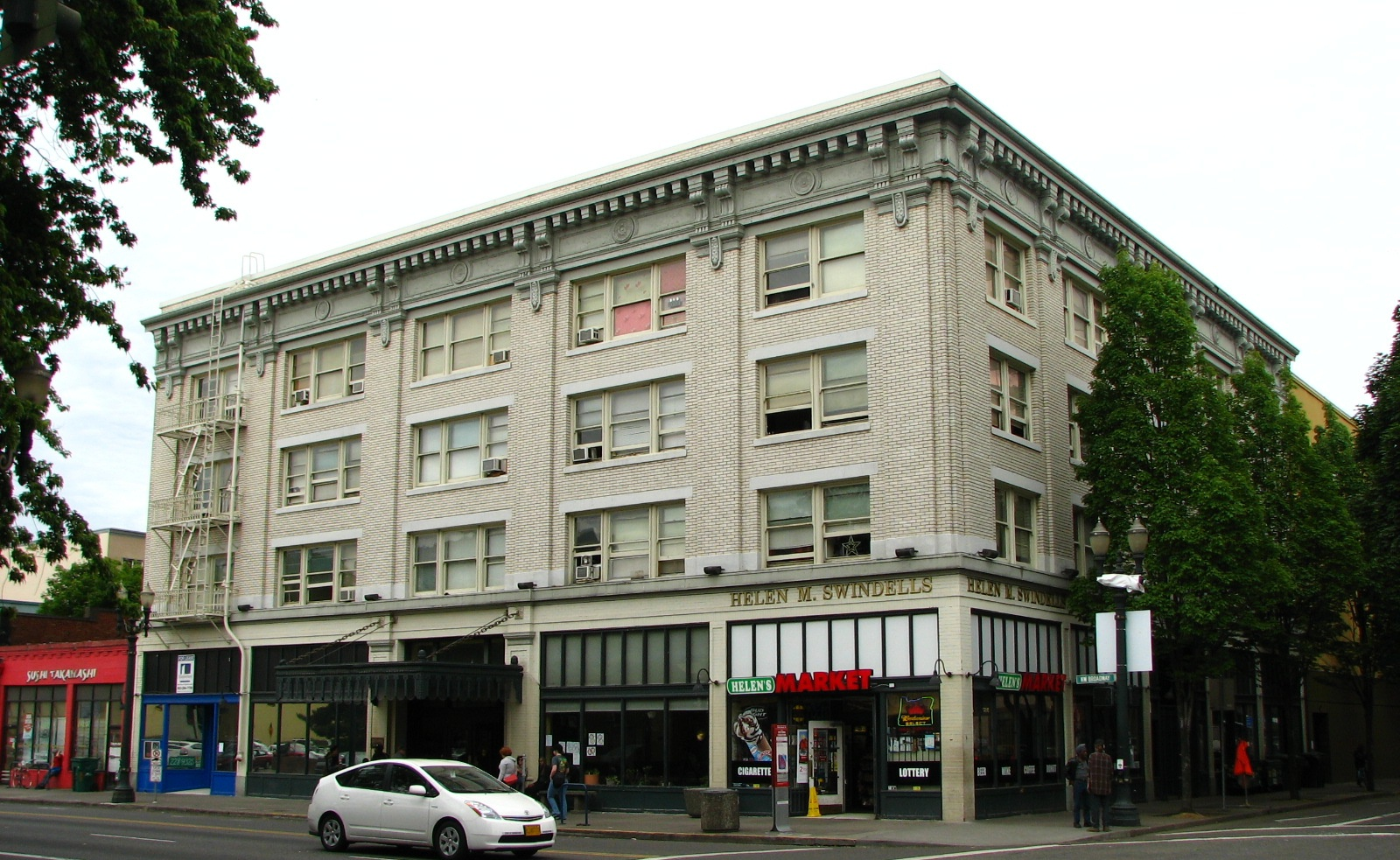
Il Broadway Hotel, a Portland, Oregon, fu costruito nel 1913 e trasformato in un hotel SRO.

Single-room occupancy (SRO - occupazione di una stanza singola) è un tipo di alloggio a basso costo in genere destinato a residenti con redditi bassi o minimi, o adulti single che amano uno stile di vita minimalista, che affittano piccole stanze singole arredate con un letto, una sedia e talvolta una piccola scrivania. Le unità SRO vengono affittate come residenza permanente e/o residenza principale a individui, all'interno di un edificio multi-inquilino in cui gli inquilini condividono una cucina, servizi igienici o bagni. Le unità SRO variano da 7 a 13 metri quadrati (da 80 a 140 piedi quadrati), quindi meno dei comuni micro-appartamenti. In alcuni casi, le unità contemporanee possono avere un piccolo frigorifero, un microonde o un lavandino.
Gli SRO sono una forma di alloggi a prezzi accessibili, in alcuni casi per individui senza fissa dimora o altrimenti senzatetto. Le unità SRO sono la forma meno costosa di alloggi in affitto non sovvenzionati, con affitti medi anche a New York City che andavano da 450 a 705 dollari al mese nel 2013. Il termine è utilizzato principalmente in Canada e negli Stati Uniti. Dagli anni '70 e '80, c'è stato un crescente spostamento di unità SRO destinate a percettori di reddito basso in un processo di gentrificazione, con strutture SRO vendute e trasformate in condomini. Tra il 1955 e il 2013, quasi un milione di unità SRO sono state eliminate negli Stati Uniti tramite regolamentazione, conversione o demolizione.
Il termine SRO si riferisce al fatto che l'inquilino affitta una stanza singola e non un appartamento. Mentre i coinquilini che condividono informalmente un appartamento possono anche avere una camera da letto e condividere un bagno e una cucina, un inquilino SRO affitta l'unità SRO individualmente. Le unità SRO possono essere fornite in una casa con più stanze affittate individualmente, in un condominio o in case private in cui sono state create molte piccole stanze SRO in modo illegale. Esiste una varietà di livelli di qualità, che vanno da un "cubicolo con un soffitto a rete metallica", all'estremità inferiore, a piccole stanze d'albergo o piccoli monolocali senza bagni, all'estremità superiore. Possono anche essere indicati come "hotel SRO", il che riconosce che molti degli edifici sono vecchi hotel in pessimo stato di riparazione e manutenzione. L'acronimo SRO è stato anche affermato per significare "solo per un singolo residente". I termini "hotel residenziale" o "unità di efficienza" sono anche usati per riferirsi ad alcuni SRO.